# Neaxius mclaughlinae
Neaxius mclaughlinae is een tienpotigensoort uit de familie van de Strahlaxiidae. De wetenschappelijke naam van de soort is voor het eerst geldig gepubliceerd in 2006 door Ngoc-Ho.